# Episolder
Episolder é um gênero de aranhas da família Linyphiidae descrito em 1996.